# Maria Lund
Pour les articles homonymes, voir Lund.
 (novembre 2018).
Maria Lund, née le 9 mai 1983 à Munich, est une actrice et chanteuse germano-finlandaise.
Elle est la fille de la célèbre soprano finlandaise, Tamara Lund et du chanteur d'opéra roumain Alexandru Ionitza.

## Biographie
Maria a passé son enfance à Dusseldorf en Allemagne.
Elle est scolarisée dans une école française où elle a fait sa première expérience de comédienne. À l'âge de 16 ans, Maria a débuté auprès de sa mère une carrière de chanteuse de jazz et elle a travaillé avec des artistes finlandais, Heikki Sarmanto, Sakari Kukko et Jarmo Savolainen.
Durant la même période ses parents divorcent, Maria quitte son école, elle vivait en alternance avec son père à Dusseldorf, et chez sa mère à Turku en Finlande.
En 2010, Maria est candidate pour représenter la Finlande au concours Eurovision de la chanson. Elle termine quinzième, le groupe Kuunkuiskaajat étant sélectionné.

## Discographie
- Mikko Rantaniva Lähtöpiste... (2004)
- Heikki Sarmanto Äänet Hämärässä (2005)
- Ajan sável (2008)
- Tahdon (2009)